# Mititei

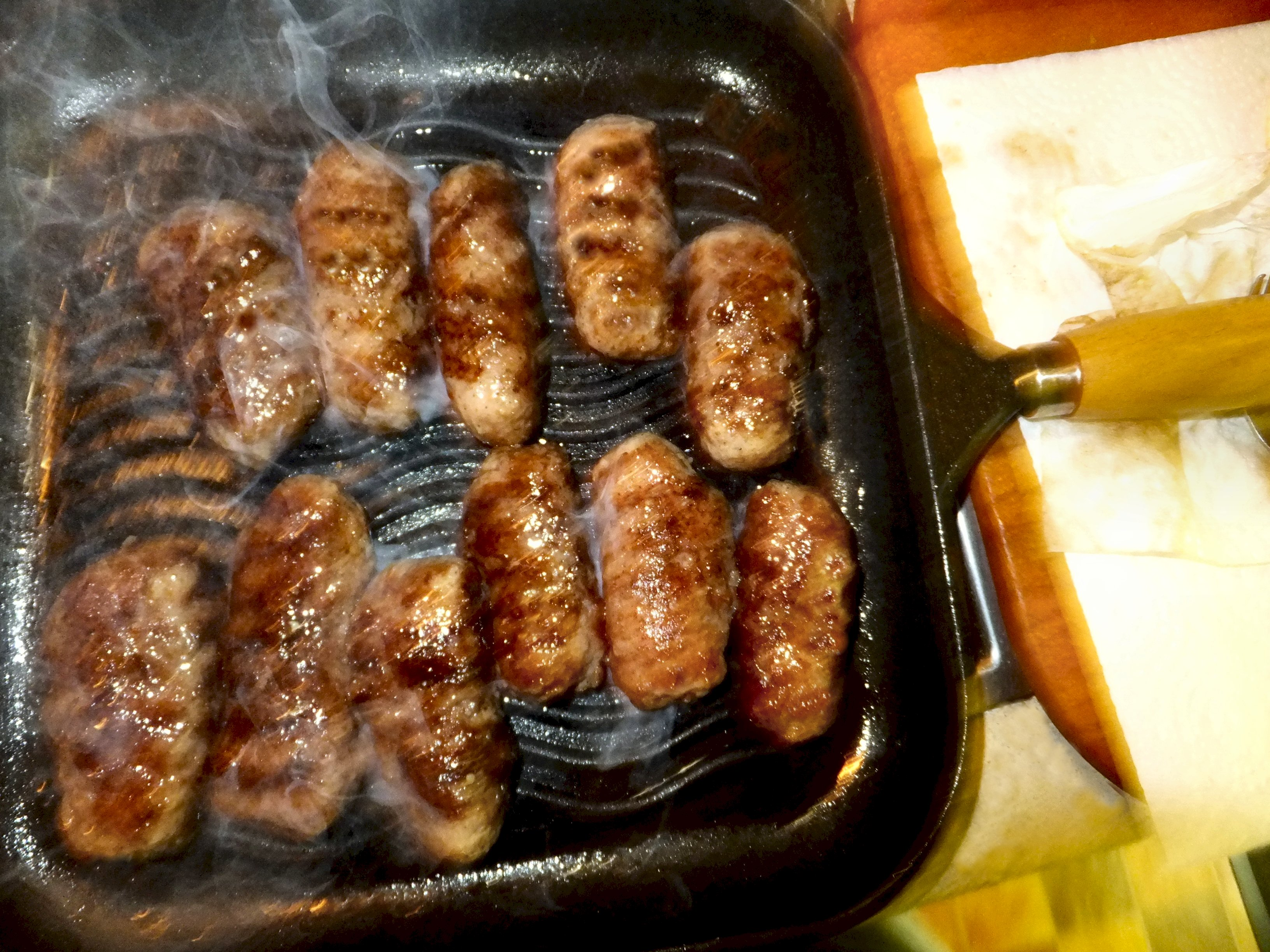
Mics sütése

A mititei (más néven mics, jelentése „picikék”) a román konyha jellegzetes étele. Marha-, sertés- és birkahús keverékéből fokhagymával és fekete borssal fűszerezett, kb. 10 centiméter hosszú rudakat készítenek, amelyet grillen sütnek meg. Általában mustárral és muzsdéjjal fogyasztják. A hagyományos recept szerint használt szódabikarbóna adalék nélkül a miccshús inkább a magyar fasírthoz hasonlítana.
Érdekesség ezzel az étellel kapcsolatosan, hogy a mititei román specialitássá válása előtt, megközelítőleg 400 évvel ezelőtt török közvetítéssel érkezett az országba.
Elkészítése nem igényel különösebb szakértelmet, az étel nagyszerűsége egyszerűségében rejlik, és épp ezért igen jó hírnévnek örvend a balkáni országokban. Mondhatni azt is hogy a mititei balkáni specialitás, és annyira jellegzetes hogy a szomszéd országok bátran felvehetnék őshonos ételeik közé.
A délszláv konyha ćevapinek hívja, Bulgáriában ugyanezt kebabcsének nevezik. Ez utóbbi elnevezésből kicseng a török kebab szó, ami utalás arra, hogy az ételben darált bárányhús van, és a kebab ételek nagy családjába tartozik.
Az eredeti recept szerint a délszláv ćevapi (csevapcsicsi)  darált bárányhús esetleg bárány és borjúhús keverékéből készül, melyhez nyers tojást, darált hagymát és fokhagymát, hagymalevet, sót, borsot és apróra vágott fűszernövényeket adagoltak. Ehhez a keverékhez még hozzáadható kevés marhafaggyú és szódabikarbóna is, a jobb ízhatás érdekében. Az elkészítése során fontos, hogy a hús ne száradjon ki túlságosan a grillezés alatt, ezért azt parázs felett lassan sütik.

## Lásd még
- Kebab
- Szuvláki